# 마무카 마무라슈빌리
마무카 "우샹기" 마물라슈빌리(틀:Lang-ka; 우크라이나어: Мамука Мамулашвілі; 1978년 4월 22일 출생)는 현재 우크라이나에서 조지아 민족군단을 지휘하는 조지아인 군 지휘관이다.

## 생애

### 어린 시절
마무카 마물라슈빌리는 1978년 4월 22일, 당시 소련의 그루지야 소비에트 사회주의 공화국의 수도인 트빌리시에서 태어났다. 그의 아버지인 주랍 마물라슈빌리는 1992–1993년 압하지야 전쟁 당시 군 사령관이었다. 그의 누이인 노나 마물라슈빌리는 정치인이자 조지아 의회 의원이다. 그는 전 조지아 대통령인 미헤일 사카슈빌리의 통일국민운동 당원이다.

### 압하지야 전쟁
마물라슈빌리는 14세에 조지아 군 장교였던 아버지와 함께 1992년 압하지야 전쟁 (1992–1993)에서 조지아를 위해 싸웠다. 마물라슈빌리는 나중에 "저의 첫 전쟁은 1990년대 압하지야에서 일어났습니다"라고 회상했다. 전쟁 중 그는 압하지야 무장군에 붙잡혀 3개월 동안 억류되었다가 풀려났다.

### 제1차 체첸 전쟁
마물라슈빌리는 제1차 체첸 전쟁 (1994–1996)에서 러시아 연방군에 맞서 외국인 의용군으로 싸웠다.

### 조지아로의 귀환
제1차 체첸 전쟁 후, 마물라슈빌리는 교육을 마치기 위해 파리로 여행했다. 그는 조지아로 돌아와 조지아 대통령 미헤일 사카슈빌리의 선임 군사 고문으로 일했다.
마물라슈빌리는 2008년 러시아‒조지아 전쟁에서 조지아를 위해 싸웠다.

### 우크라이나
마물라슈빌리는 2013년 유로마이단을 지원하기 위해 우크라이나로 이주했다.

#### 조지아 군단
2014년, 마물라슈빌리는 우크라이나 조지아 군단의 창립 멤버 중 한 명이었고 현재 2022년 러시아 침공에 맞서 이를 이끌고 있다. 그는 호스토멜 공항 전투에 참전했다.
마물라슈빌리는 우크라이나 상공에 비행금지구역이 설치되어야 한다고 지지하며, 이는 러시아의 공습을 막기 위해 필요하다고 말한다.
그의 지휘 하에 러시아의 우크라이나 침공에서 포로의 대우와 관련하여 전쟁 범죄 혐의가 제기되었고, 이는 마무카에 의해 확인되는 듯했으나 나중에 사령관이 부인했다. 반체제 러시아 사업가 미하일 호도르콥스키의 유튜브 채널에 실린 인터뷰에서 그는 러시아 포로 대우에 대해 다음과 같이 말했다: "때때로 우리는 그들의 손발을 묶습니다. 저는 조지아 군단을 대변하여 말합니다. 우리는 결코 러시아 포로를 잡지 않을 것입니다." 마물라슈빌리는 러시아 군인에 대한 자비 없는 전투를 부차 학살에 대한 대응으로 정당화했다.
2024년 6월 13일, 마물라슈빌리는 세 번째로 독살당했다고 보고했다.

#### 러시아에서의 형사 고발
2023년 9월 현재, 러시아에서는 마물라슈빌리에 대해 용병 모집, 민족 증오 선동 등 8건의 형사 사건이 시작되었다. 마물라슈빌리는 러시아가 자신에게 현상금을 걸었다고 주장했다.

### 조지아에서의쿠데타모의 혐의
2023년 9월 18일, 조지아 국가안보국 (SSG)은 사카슈빌리와 그의 추종자들이 대규모 반정부 시위를 조직하여 조지아 정부에 대한 쿠데타를 계획했다고 우크라이나 정부 및 우크라이나 내 조지아 의용군과 공모했다고 비난했다. 마물라슈빌리는 이러한 전개가 크렘린궁에 의해 조작된 것으로 보이며, "근거 없는" 비난은 조지아의 집권당이 크렘린궁의 지원을 받고 있음을 보여준다고 답변했다. 키이우는 사카슈빌리가 조지아 당국의 보호 아래 안전하지 않다고 주장하며 그를 중립국의 병원으로 이송할 것을 요구했다.

### 슬로바키아에서의 쿠데타 모의 혐의
2025년 1월 31일, 슬로바키아의 총리 로베르트 피초는 슬로바키아 정보원과 함께 조지아 군단이 국내에서 쿠데타를 목표로 하는 반정부 시위를 조직했다고 비난했다. 기자 회견에서 피초는 마물라슈빌리가 시위 조직 단체 '미에르 우크라이네'(우크라이나에 평화를)의 활동가 루치아 슈타셀로바 및 온라인 뉴스 논평가 마르틴 M. 시메츠카(야당 지도자 미할 시메츠카의 아버지)와 함께 찍은 사진들을 공개했다. 이러한 비난으로 인해 마물라슈빌리와 다른 9명은 슬로바키아 영토 입국이 금지되었다.

## 수상
- 바흐탕 고르가살 훈장 3급 (1992)
- 우크라이나 인민영웅 훈장
- 용기 훈장
- 이반 마제파 십자훈장
- 메달 "우크라이나를 위한 희생과 사랑"

## 같이 보기
- 조지아 군단 (우크라이나)